# José Navarro Grau
José Alberto Navarro Grau (Lima, 27 de diciembre de 1934) es un ingeniero agrónomo, empresario y político peruano. Fue alcalde de la ciudad de Chincha en 4 ocasiones y senador durante el periodo 1985-1990. Fue también ministro de Educación en el primer gobierno de Fernando Belaúnde Terry, desde 1965 hasta 1966, y diputado por Ica en 1963.

## Biografía
Nació en la ciudad de Lima, el 27 de diciembre de 1934. Es hijo de Félix Jorge Navarro Irvine y de Dolores Grau Price. Es nieto del político Rafael Grau y bisnieto del héroe Miguel Grau Seminario. 
José Navarro cursó sus estudios escolares en el Colegio Santa María Marianistas. Entre 1951 y 1957, estudió la carrera de Ingeniería Agrónoma en la Universidad Nacional Agraria La Molina. Desde 1977 es gerente de Textil Chincha S.A. y desde el 2003 es gerente administrativo de Agropecuaria Larán SAC.
Se casó con Elisa Pagador Peña, con quien tiene tres hijas: María Elisa, Patricia María y María del Pilar Navarro Grau Pagador.

## Carrera política
Se inicia en su trayectoria política como militante y dirigente del partido Acción Popular del arquitecto Fernando Belaúnde Terry. En el año 1963 obtiene su primer cargo político al ser elegido como diputado por Ica por la coalición Acción Popular - Democracia Cristiana, sin embargo, su cargo luego sería disuelto tras el golpe de Estado de Juan Velasco Alvarado en 1968.

### Ministro de Educación
El 15 de septiembre de 1965, José Navarro fue nombrado por el presidente Fernando Belaúnde Terry como su nuevo ministro de Educación Pública en reemplazo de Carlos Cueto Fernandini.
Como ministro, expulsó de las universidades nacionales a maestros acusados de ideología comunista. Ante esto, Navarro fue interpelado en la Cámara de Diputados por los miembros del Partido Aprista Peruano y luego censurado el 14 de abril de 1966. Navarro posteriormente fue reemplazado por Carlos Cueto Fernandini y asumió la Secretaría General del partido Acción Popular.

### Senador de la República
En 1980 se afilió al Partido Popular Cristiano y postuló al Senado en las elecciones de 1985 por la alianza Convergencia Democrática, siendo elegido con 22,779 votos para el periodo parlamentario 1985-1990. 

### Alcalde de Chincha
En 1992 postula a la Alcaldía Provincial de Chincha, ganando la elección para el período 1993-1995, siendo reelecto en los 2 periodos siguientes: 1996-1998 y 1999-2002 (postulando las tres veces por el Movimiento Unión Popular Chinchana). En las elecciones regionales y municipales de Perú de 2006 postula nuevamente a la Alcaldía Provincial de Chincha por el Partido Regional de Integración, siendo electo Alcalde de dicha provincia, para el periodo 2007-2010. En febrero del 2010 anuncia su postulación a la reelección para la Alcaldía Provincial de Chincha por el Movimiento Frente Progresista Regional Iqueño. Sin embargo, no resultó elegido como alcalde.